# Alfons Pützer
Alfons Pützer (* 3. August 1918 in Bonn; † 1. August 1993 ebenda) war ein deutscher Flugzeugkonstrukteur und Unternehmer.

## Leben
Alfons Pützer wurde als letztes von acht Kindern des Drechslermeisters Friedrich Pützer und seiner Ehefrau Therese Diestelrath kurz vor Ende des Ersten Weltkriegs 1918 geboren. Er wuchs im mittelständischen Familienbetrieb seines Vaters auf und lernte hier früh den Umgang mit dem Werkstoff Holz. Im Alter von zehn Jahren absolvierte Alfons Pützer seinen ersten Rundflug mit einer kurzzeitig in Bonn stationierten Junkers F 13 der Westflug GmbH. Pützer begann daraufhin mit dem Bau von Holzflugmodellen, die er zunächst nach gekauften Plänen in der väterlichen Werkstatt fertigte und später versuchstechnisch abwandelte. Über den Modellbau lernte Alfons Pützer die ebenfalls aus Bonn stammenden Gebrüder Horten kennen, mit denen er Anfang der 30er Jahre deren erstes Nurflügel-Segelflugzeug Horten H I baute.

### Frühe Jahre
Alfons Pützer besuchte 1933 den theoretischen und praktischen Luftfahrtlehrgang der gewerblichen Berufsschule in Bonn. Hier beteiligte sich Alfons Pützer am Bau eines „RRG Zögling“-Gleitflugzeugs, auf dem 1934 die praktische Fliegerausbildung erfolgte. Im März 1936 erwarb Alfons Pützer den Gleitfliegerschein „B“ des Deutschen Luftsportverbands. Nach dem Abitur rückte Alfons Pützer 1938 zunächst zum Reichsarbeitsdienst und danach zur Luftwaffe als Soldat bei der Flugabwehr ein. Im Winter 1941/42 wurde Alfons Pützer von der Luftwaffe zur Aufnahme eines Ingenieurstudiums für Luftfahrzeugbau an der RWTH Aachen vom Kriegsdienst freigestellt. In Aachen trat Alfons Pützer der Flugtechnischen Fachgruppe (FFG) bei, die für die Deutsche Forschungsanstalt für Segelflug (DFS) Versuchsflüge in Aachen durchführte. Vor Abschluss seines Studiums musste der Studienbetrieb in Aachen vor den heranrückenden, alliierten Verbänden im Herbst 1944 eingestellt werden. Statt an die Ostfront wurde Alfons Pützer allerdings von seinem Jugendfreund Reimar Horten zu dessen Luftwaffenkommando IX in Göttingen angefordert, wo Alfons Pützer Konstruktionsarbeiten an der Horten H VIII übernahm. Als Luftwaffen-Angehöriger geriet Alfons Pützer hier im Frühjahr 1945 in amerikanische Kriegsgefangenschaft.

### Nachkriegsjahre
Alfons Pützer kehrte bereits 1945 aus der Kriegsgefangenschaft nach Bonn zurück und baute hier die zerstörte Drechslerei-Werkstatt seines Vaters wieder auf, die er später an seinen ältesten Bruder abgab. Ab 1949 baute Alfons Pützer seinen eigenen holzverarbeitenden Betrieb für industrielle Baugruppen in Bonn im Rahmen der Alfons Pützer KG auf. Im gleichen Jahr heiratete er Elisabeth Eller. Aus der Ehe stammten drei Kinder, die bis Ende 1952 zur Welt kamen.

### Flugzeugbau bei der Alfons Pützer KG
Einen ersten Bauauftrag für ein Flugzeug erhielt die Alfons Pützer KG 1953 von Walter Horten. Er übergab der Alfons Pützer KG den Bau des Prototyps seines ersten Nachkriegsentwurfs Horten Ho 33. Alfons Pützer etablierte innerhalb der Alfons Pützer KG dazu eine Abteilung Flugzeugbau, die aber Bestandteil der Alfons Pützer KG blieb. Die in verschiedenen Quellen häufig erwähnte „Pützer Flugzeugbau KG“ gab es nicht.
Ab 1954 entwickelte Alfons Pützer gemeinsam mit Fritz Raab ein erstes, zweisitziges Motorreiseflugzeug Pützer Motorraab, das am Tag der Freigabe des Motorflugs in Deutschland 1955 seinen Erstflug absolvierte. Aus ihm entwickelten Pützer und Raab bis 1958 für die Flugsportgruppen der neu gegründeten Luftwaffe das erste bei Pützer in Serie gebaute Motorflugzeug Pützer Elster, von dem mehr als 40 Maschinen gebaut wurden.
Gemeinsam mit Karl Lürenbaum von der RWTH Aachen baute Pützer 1957 für Walter Horten den Fernwellen-Erprobungsträger Pützer Dohle, mit der Alfons Pützer selbst umfangreiche Versuche zur Auslegung eines optimalen Motorseglers durchführte. Ende der 50er Jahre war Alfons Pützer gemeinsam mit anderen Herstellern von Motorseglern an der Einführung der K-Klasse der Motorsegler mit reduzierten Zulassungsanforderungen gegenüber konventionellen Motorflugzeugen in Deutschland beteiligt. Etwa zur gleichen Zeit entstand bei der Alfons Pützer KG der erste brauchbare Motorsegler Pützer MS-60. Während der Entwicklungsarbeiten an der MS-60 kam zu einem ersten Kontakt mit dem französischen Flugzeugkonstrukteur René Fournier, mit dem Alfons Pützer später das Motorsegler-Unternehmen Sportavia auf der Dahlemer Binz gründete.
Neben der Auslegung von Motorseglern beschäftigte sich Alfons Pützer bei der Alfons Pützer KG ab 1958 mit mehreren Versuchsträgern, die er für Karl Lürenbaum und seinen langjährigen Freund Erich Ufer von der Bölkow GmbH baute. Gemeinsam mit Karl Lürenbaum baute Alfons Pützer den Fernwellen-Versuchsträger Pützer Bussard SR-57, der für eine Forderung der Bundeswehr nach einem kostengünstigen Propellertrainer mit Jetflugeigenschaften entwickelt wurde. Später wurde dieser Versuchsträger mit einem von Erich Ufer bei der Bölkow GmbH entwickelten Ringleitwerk ausgestattet.
Seit 1958 arbeitete Alfons Pützer bei der Frage von Kunststoffen im Luftfahrzeugbau intensiv mit Ludwig Bölkow und Erich Ufer zusammen, mit denen Alfons Pützer eine Reihe von öffentlich geförderten Grundlagenprojekten bearbeitete. Für diese Grundlagenforschung gründete Alfons Pützer Ende der 50er Jahre die Pützer Kunststofftechnik KG (PKT), in der die Projekte koordiniert wurden. Um 1960 entstand in der Gruppe der Entwurf eines ersten Vollkunststoff-Motorflugzeugs Bölkow-Pützer B.P. 205, das später gemeinsam mit Hanno Fischer von der Rhein-Flugzeugbau GmbH (RFB) im Rahmen der dafür gegründeten Leichtflugtechnik Union GmbH als LFU 205 bis 1968 realisiert wurde. Aus diesen Grundlagenprojekten erzielte die Pützer Kunststofftechnik KG gemeinsam mit den Partnern Bölkow und RFB gegenüber anderen Mitbewerbern einen mehrere Jahrzehnte anhaltenden Technologievorsprung.

### Flugzeugserienbau-Unternehmer
Abgesehen von der Pützer „Elster“ dienten die Flugzeugbau-Aktivitäten innerhalb der Alfons Pützer KG in den ersten zehn Jahren Alfons Pützer hauptsächlich dazu, geeignete Konstruktionen für seine Idee vom „Fliegen für Jedermann“ zu realisieren und später in Großserien herzustellen. Mit der Einführung der K-Klasse der Motorsegler und der Auslegung des Motorseglers MS-60 waren die Grundvoraussetzungen für einen Großserienbau bei der Alfons Pützer KG 1962 geschaffen. Um die Marktfähigkeit eines modernen Motorseglers in Deutschland zu testen, erwarb Alfons Pützer 1963 die Vermarktungsrechte in Deutschland und Österreich für die von René Fournier entwickelte und in Frankreich bei Alpavia S.A. hergestellte Fournier RF 3, die sich in kurzer Zeit in größerer Stückzahl in Deutschland absetzen ließ.
Da die Produktionskapazitäten bei Alpavia im französischen Gap Tallard für die europäische Nachfrage nicht ausreichend erweitert werden konnte, vereinbarten Alfons Pützer und der Alpavia-Eigentümer Antoine d’Assche 1964 die Gründung eines neuen gemeinsamen Unternehmens unter dem Namen Sportavia-Pützer GmbH & Co KG, für die Pützer auf dem Eifelflugplatz Dahlemer Binz eine neue Produktionsanlage errichten ließ. Alfons Pützer übernahm 1966 die Leitung des Unternehmens, während Antoine d’Assche als Anteilseigner die Verantwortung für den Vertrieb im französischsprachigen Raum übernahm. Alfons Pützer überführte daraufhin die Abteilung Flugzeugbau der Alfons Pützer KG in das neue Unternehmen. René Fournier übernahm im Entwicklungsbüro im französischen Nitray die Entwicklung neuer Flugzeugmuster für Sportavia und übergab diese nach Abschluss der Entwicklung im Rahmen eines Lizenzfertigungsabkommens an Sportavia zur Serienproduktion. Insgesamt entstanden bei Sportavia in der Zeit von 1966 bis 1982 543 Flugzeuge, von denen die überwiegende Zahl ein- oder zweisitzige Motorsegler der Typen Fournier RF 4 und Fournier RF 5 waren.
Seit 1972 entstanden bei Sportavia auch mehrere, eigene Flugzeugentwürfe, die zum Teil auf Entwürfen von René Fournier aufsetzen, wie die auf Segelflug optimierte Sportavia RF 5B oder die RFB-Sportavia RS-180. Für militärische Zwecke entwickelte Alfons Pützer die Sportavia S-5 und C.1, sowie einen „Leisetransporter“ und eine Drohne Sportavia RPV. Mit dem letzten Motorsegler-Entwurf Sportavia MS-75 bzw. MS-II versuchte Alfons Pützer ab 1973 noch einmal an seinen eigenen Motorsegler MS-60 anzuknüpfen.

### Ruhestand
Aus familiären Gründen schied Alfons Pützer ab 1977 schrittweise aus seinen Unternehmen aus. Seine Sportavia- und LFU-Anteile verkaufte er an Rhein-Flugzeugbau. Die Alfons Pützer KG übernahm sein Neffe Rudolf Pützer. Alfons Pützer verblieb im Beirat der Rhein-Flugzeugbau GmbH in Mönchengladbach bis Anfang der 90er Jahre.
Am 20. November 1984 erhielt Alfons Pützer im Namen des Bundespräsidenten Richard von Weizsäcker das Verdienstkreuz am Bande des Verdienstordens der Bundesrepublik Deutschland. Alfons Pützer verstarb einen Tag vor seinem 75. Geburtstag am 2. August 1993 in Bonn im Alter von 74 Jahren.

## Flugzeug-Entwicklungen von und mit Alfons Pützer
Knapp 480 Flugzeuge, die von Alfons Pützer entwickelt oder mitentwickelt wurden, entstanden zwischen 1953 und 1982.
Einzelnachweise für jedes Flugzeug findet man bei: 
- Horten Ho 33 – Entwurf von Walter Horten, zwei Prototypen bei Alfons Pützer KG ab 1953 gebaut
- Pützer Motorraab – motorisierte „Doppelraab“ in Zusammenarbeit mit Fritz Raab, vier Stück bei Alfons Pützer KG ab 1955 gebaut
- Pützer Dohle – Fernwellen-Erprobungsträger für Walter Horten und Erprobungsträger für Motorsegler-Auslegungen, Einzelstück
- Pützer Elster – mit Fritz Raab weiterentwickelte „Motorraab“, ca. 41 Stück bei Alfons Pützer KG, ca. 4-5 bei Sportavia-Pützer
- Pützer Bussard – Fernwellen-Erprobungsträger für Karl Lürenbaum, später Ringleitwerksträger für Erich Ufer, Einzelstück
- Pützer MS-60 – Motorsegler-Erprobungsflugzeug, Einzelstück
- Bölkow-Pützer B.P. 205 – Vorläufer der LFU-205, nicht gebaut
- LFU 205 – erstes Vollkunststoff-Motorflugzeug in Kooperation mit Bölkow KG und Rhein-Flugzeugbau GmbH, Einzelstück
- Sportavia HLMS – Projektstudie eines Hochleistungsmotorseglers um 1968
- Sportavia RF 4D – Motorsegler mit René Fournier, 1966, 159 Stück gebaut bei Sportavia-Pützer, WNr. 4004-4158 (1967–1969)
- Fournier RF 5 – zweisitzige Variante der RF 4, 1968, 1 × Prototyp bei René Fournier, 135 Stück Sportavia-Pützer (1969–1975), 10 Stück Aero Jaen (1991–1995)
- Sportavia RF 5B Sperber – modifizierte RF 5 bei Sportavia, 1971, 80 Stück bei Sportavia gebaut, WNr. 51001-51079 (1971–1977)
- Sportavia C1/S5 – bis zu 5 Erprobungsträger bei Sportavia auf der Basis RF 5 (Leiseflieger, Radarmessung)
- Sportavia Leisetransporter – 7-sitziger Transporter als Leiseflieger, Projektiert
- Sportavia RPV – Remote-Piloted-Vehicle, Transport-Drohne, Projektiert
- Fournier RF-6 – 2+2-sitziges Sportflugzeug, 1973, 2 Prototypen
- Sportavia RF-6C – viersitzige RF6 bei Sportavia, 1975, 4 Stück gebaut bei Sportavia, WNr. 6001-6004 (1975–1976)
- RFB-Sportavia RS-180 – weiterentwickelte RF-6C bei Sportavia, 1976, 18 Stück bei Sportavia gebaut, WNr. 6005-6022 (1976–1981)
- Fournier RF-7 – Weiterentwicklung der RF 4D für Sportavia mit Limbach L1700D, 1970, ein Prototyp
- Sportavia P.68 Observer – Beobachtungs- und Polizeiflugzeug von 1976, Einzelstück
- Sportavia MS-75, MS-II – Motorsegler-Entwurf von 1973-1976

### Autoflugzeug-Entwürfe
- Pützer Air Auto – inkl. Air Auto, P.307B, Flug-Fahrzeug, Studien von 1960-1963